# Hüttendorf (Erlangen)

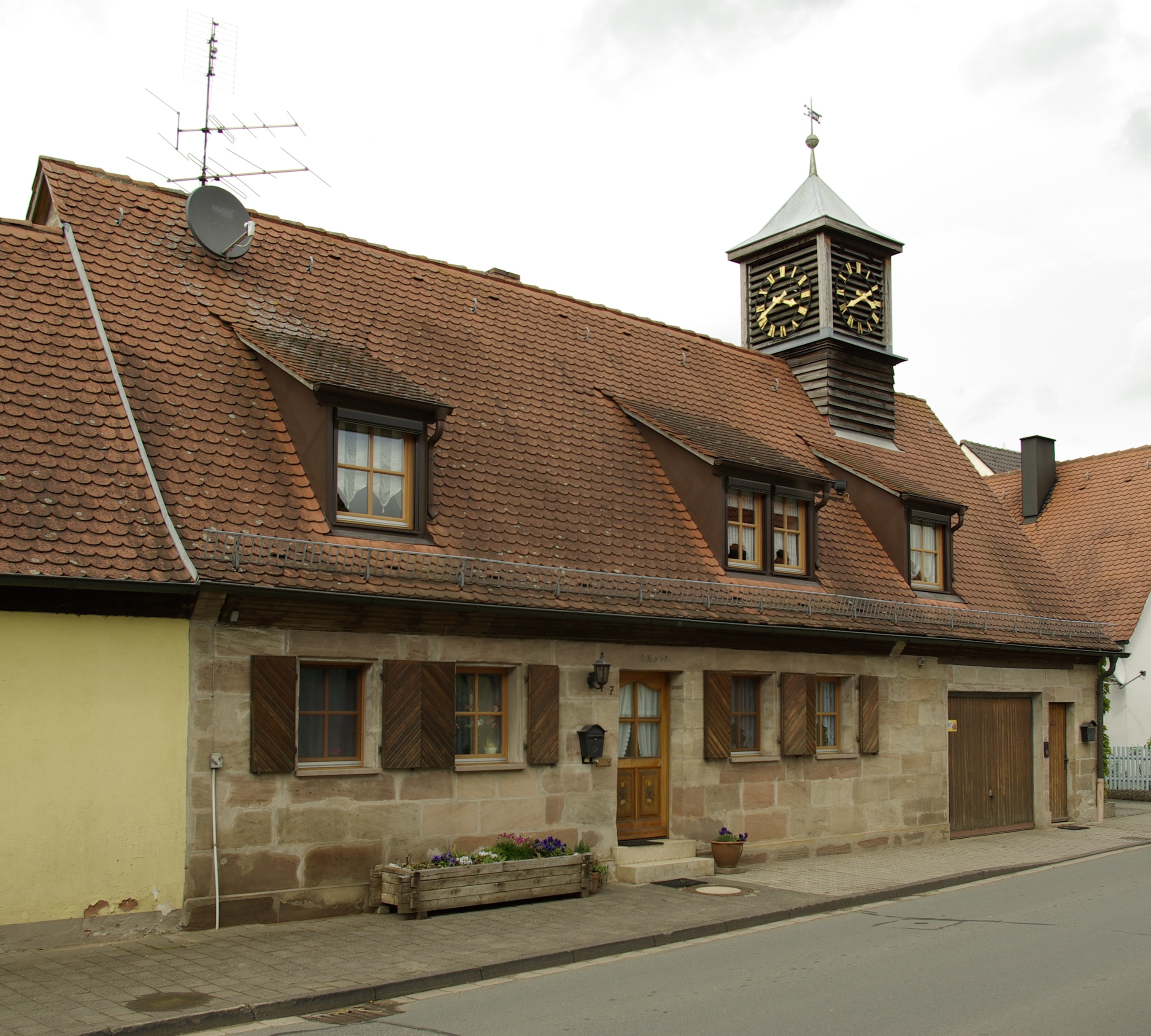
Das alte Hirtenhaus im Ortszentrum beherbergt die Dorfglocke

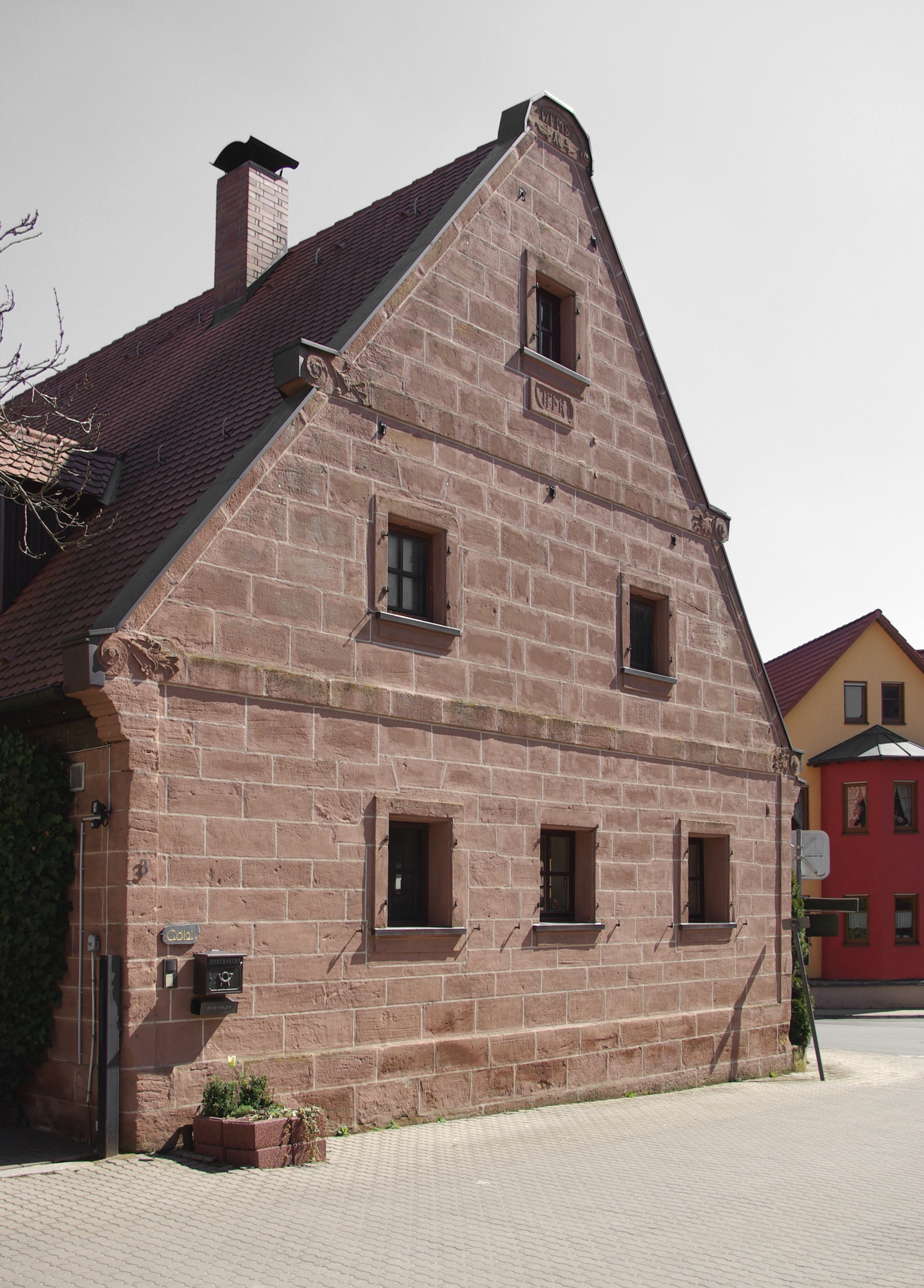
Sandsteinhaus aus dem Jahr 1787 in Hüttendorf, 2011

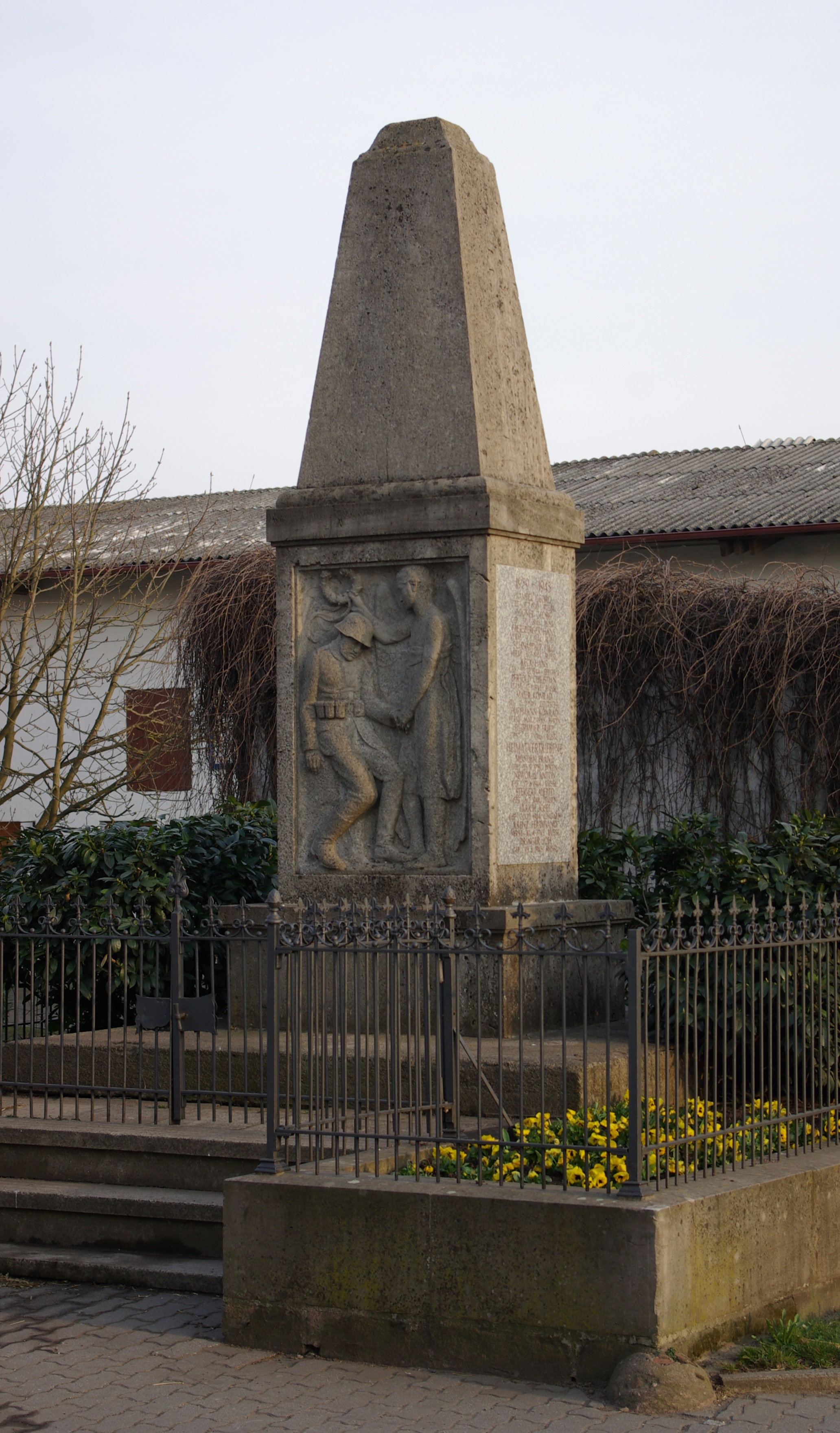
Das von dem Bildhauer Karl May geschaffene Kriegerdenkmal, 2011

Hüttendorf ist eine Gemarkung und ein Statistischer Bezirk im Stadtteil Südwest der kreisfreien Stadt Erlangen im bayerischen Regierungsbezirk Mittelfranken. Im Osten verläuft die Grenze des Stadtteils im Regnitztal, südlich grenzt der Stadtteil an den Fürther Stadtteil Vach.

## Geschichte
Die Hüttendorfer Anwesen unterstanden ab dem 13. Jahrhundert je zur Hälfte dem Kloster Heilsbronn und dem Kloster Frauenaurach. Auch das Klarissenkloster St. Klara Nürnberg sowie die Nürnberger Familie Holzschuher gehörten zu den Grundherren. Ab 1331 hatten die Hüttendorfer Bauern das Recht, das Wasser des Regnitz-Zuflusses Gründlach zu nutzen. Die Gerichtsbarkeit lag zunächst beim Amt Langenzenn. Sie ging aber 1524 an Baiersdorf über. Während des Dreißigjährigen Krieges wurde Hüttendorf vollständig zerstört. 1810 kam Hüttendorf an das Königreich Bayern. Erst am 1. Januar 1972 wurde Hüttendorf im Zuge der letzten Erlanger Stadterweiterung in die Nachbarstadt eingemeindet.

## Einwohnerentwicklung
Um 1500 gehörten 15 Haushalte zu Hüttendorf. Beim Übergang an Bayern 1810 lebten 238 Menschen in Hüttendorf, 162 Jahre später waren es 270 Hüttendorfer, die nach Erlangen eingemeindet wurden. Am 31. Dezember 2013 wurden 611 Einwohner gezählt.

## Bevölkerungsstruktur
Von den 611 Einwohnern sind 50,0 Prozent männlich. Der Ausländeranteil beträgt 3,8 Prozent. Von 275 Haushalten lebten 2013 in 66 Haushalten mindestens ein minderjähriges Kind, 86 Haushalte waren Ein-Personen-Haushalte. Lediglich zehn Einwohner waren Hartz-IV-Empfänger.

## Religion
Mit 54,7 % stellen die Mitglieder der Evangelisch-Lutherischen Kirche die größte Religionsgruppe im Ort. Sie gehören zur Kirchengemeinde Kriegenbrunn, die gemeinsam mit Frauenaurach einen Pfarrsprengel bildet. 22,4 % der Einwohner gehörten zur römisch-katholischen Kirche. Die Hüttendorfer Katholiken sind in die Pfarrei St. Xystus in Büchenbach (Filiale St. Albertus Magnus Frauenaurach) eingepfarrt.

## Wirtschaft
In Hüttendorf liegt der Schwerpunkt der Erlanger Landwirtschaft.

## Persönlichkeiten
In Hüttendorf kam 1721 Johann von Kalb zur Welt, der während des Amerikanischen Unabhängigkeitskrieges als General unter George Washington diente und 1780 bei der Schlacht von Camden fiel.

## Politik
Hüttendorf verfügt über einen eigenen Ortsbeirat mit fünf Mitgliedern. Vorsitzender ist Georg Menzel, sein Stellvertreter ist Günther Wägner.

## Bildergalerie

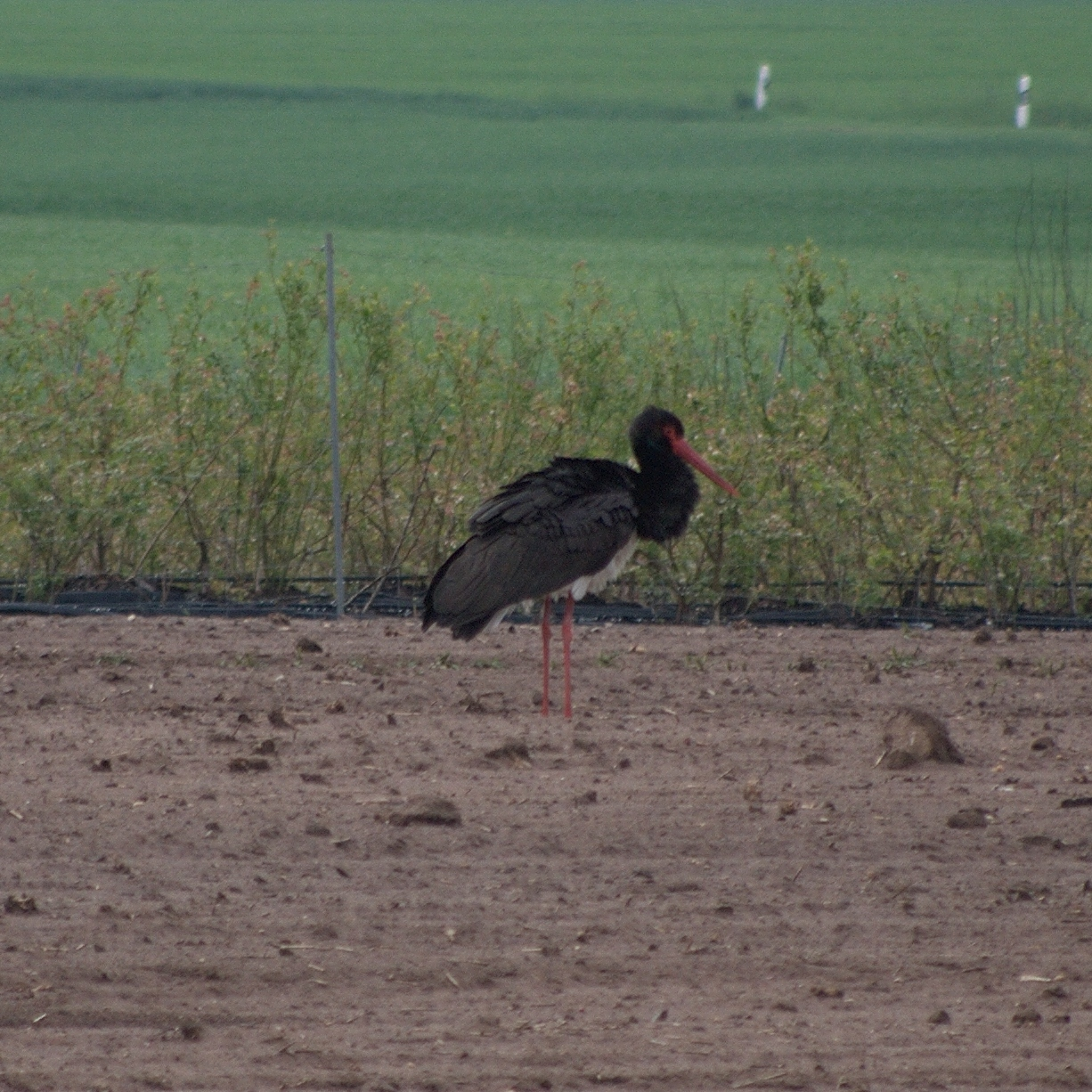
Schwarzstorch bei Hüttendorf, Mai 2010
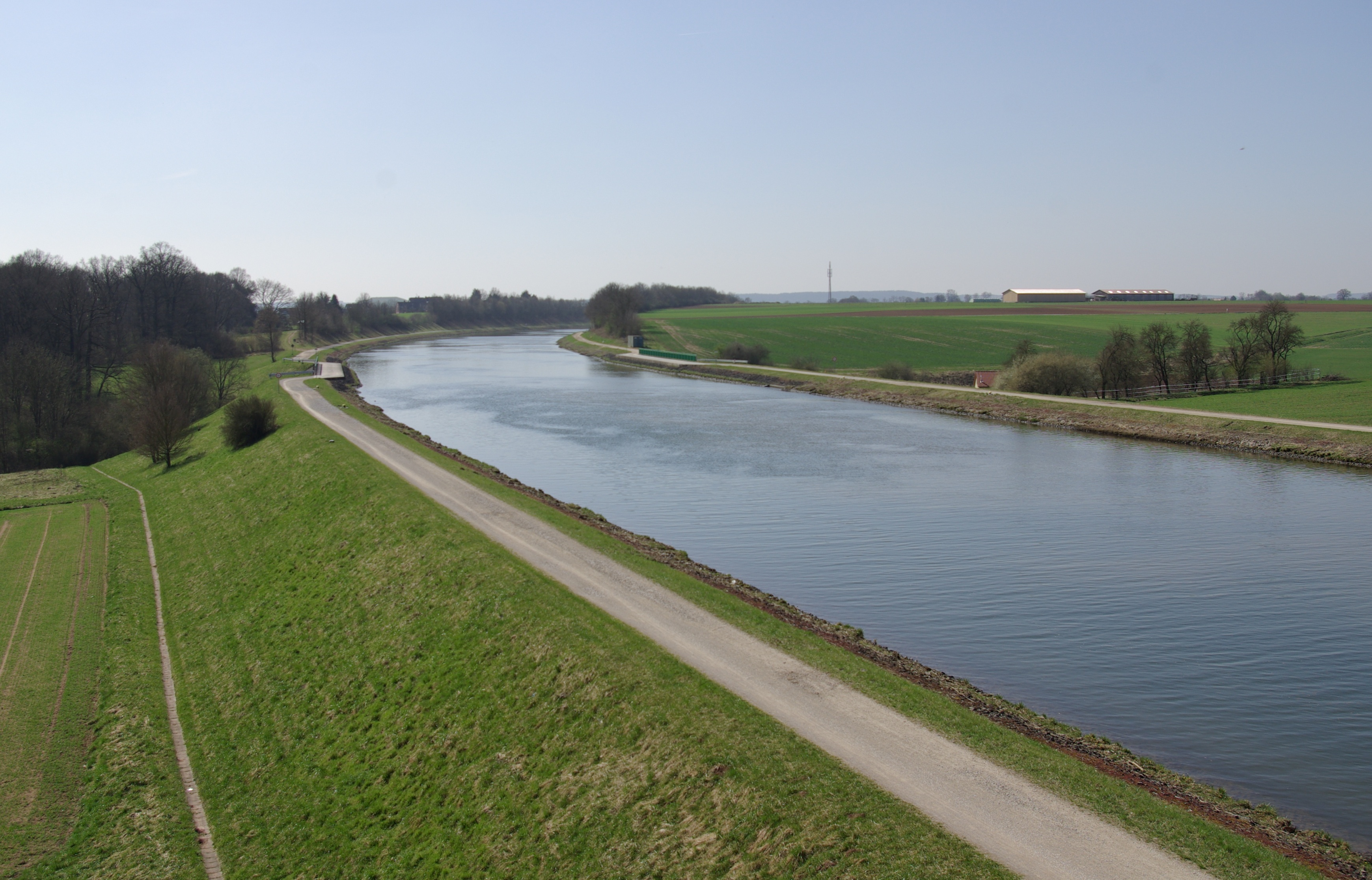
Main-Donau-Kanal bei Hüttendorf, 2011
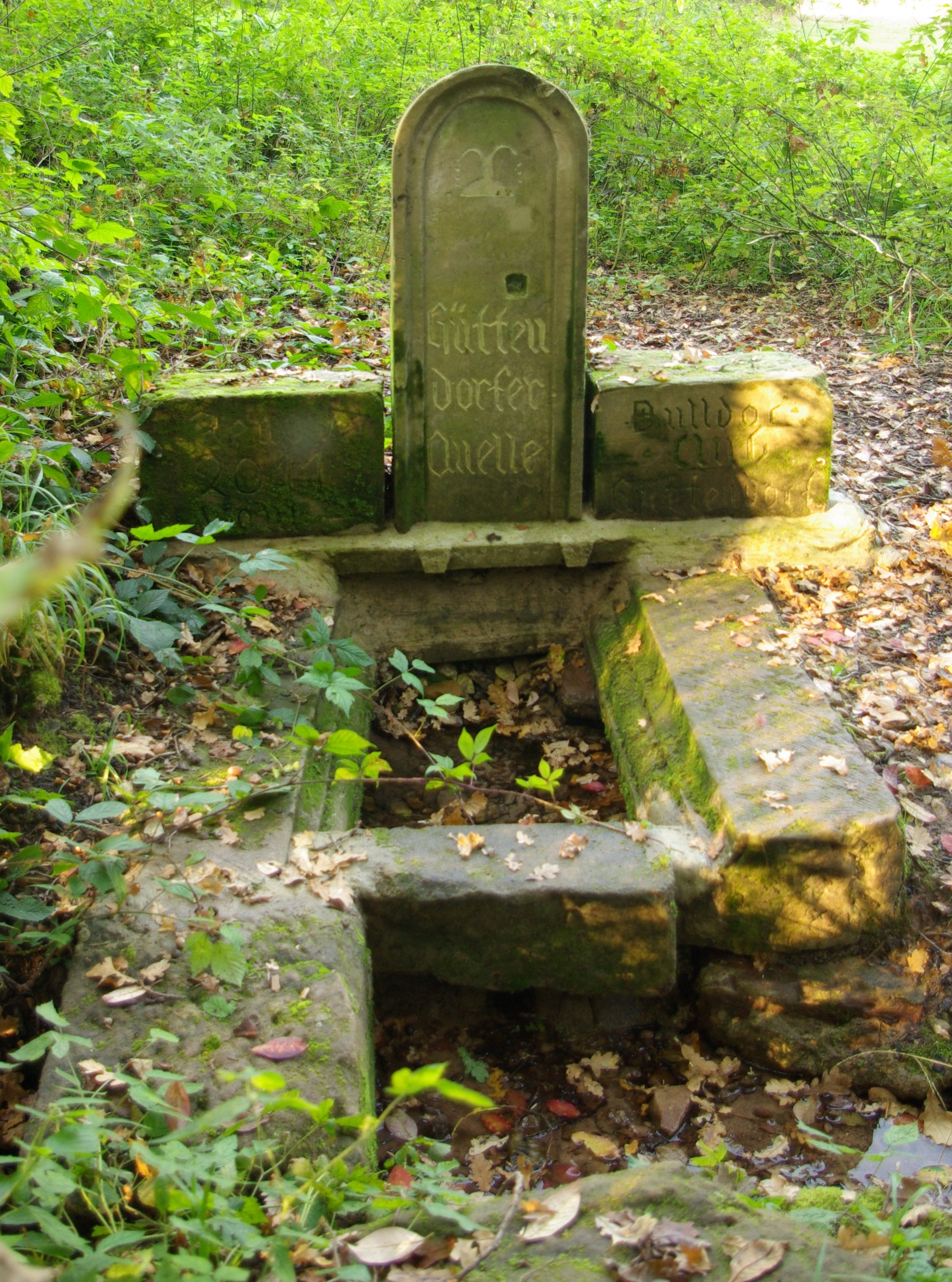
Hüttendorfer Quelle zwischen Main-Donau-Kanal und Regnitz, 2011
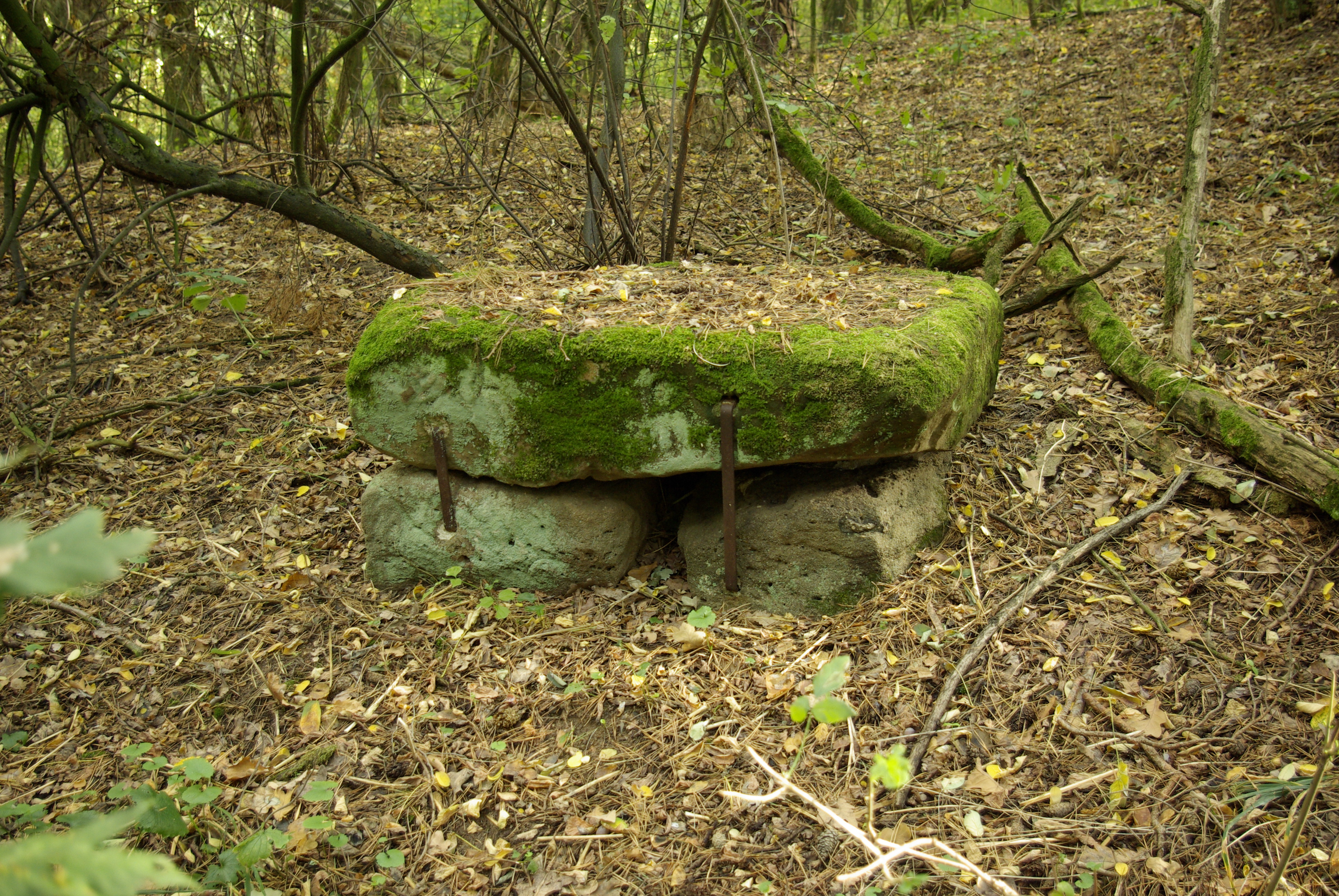
Ruhstein bei Hüttendorf, 2012